# Maquinna Marine Provincial Park
Der Maquinna Marine Provincial Park ist ein Park im Clayoquot Sound im Westen der kanadischen Provinz British Columbia. Er liegt nordwestlich von Tofino und ist nur per Boot oder Flugzeug von dort oder von Ahousaht oder Hotsprings Village zu erreichen. Er umfasst eine Fläche von 2667 ha, davon befinden sich 1269 ha auf dem Land, dazu kommen 1398 ha geschütztes Meeresgebiet. Dabei erstreckt er sich von Hot Springs Cove bis Hesquiat Harbour.
Bei dem Park handelt es sich um ein Schutzgebiet der Kategorie III (Naturdenkmal). Weiterhin ist der Park ein Teil des Clayoquot Sound Biosphere Reserve, einem von der UNESCO anerkanntem Biosphärenreservat.
Mehrere Stämme der Nuu-chah-nulth besitzen dort heilige Stätten, die unter besonderem Schutz stehen, aber auch, wie die Hesquiaht First Nation, einen Campingplatz. Westlich vom Park befindet sich der Hesquiat Peninsula Provincial Park, südöstlich der Flores Island Marine Provincial Park auf der namengebenden Insel.

## Geschichte
Der Park wurde 1955 als Schutzgebiet für die Meeresfauna und -flora gegründet. Damit ist er noch vor dem Montague Harbour Marine Provincial Park der älteste Marine Provincial Park in British Columbia. Die ersten 35 Acre stellte das Ehepaar Clarke aus Hot Springs Cove zur Verfügung. Sein Name, der 1995 eingeführt wurde, verweist auf Häuptling Maquinna. Diesen Namen trugen mehrere Führer der Mowachaht, die für die Geschichte der Provinz von erheblicher Bedeutung sind. 1990 wurde der Park um die Openit Peninsula erweitert, die rund 39 ha umfasst. 1995 kam der Hesquiat Harbour hinzu.

## Flora und Fauna
Das Ökosystem von British Columbia wird in verschiedene biogeoklimatischen Zonen eingeteilt. Biogeoklimatische Zonen zeichnen sich durch ein grundsätzlich identisches oder sehr ähnliches Klima sowie gleiche oder sehr ähnliche biologische und geologische Voraussetzungen aus. Daraus resultiert in den jeweiligen Zonen dann auch ein sehr ähnlicher Bestand an Pflanzen und Tieren. Innerhalb dieses Systems wird das Parkgebiet der Very Wet Hypermaritime Subzone der Coastal Western Hemlock Zone zugeordnet.